# The Neighbors
The Neighbors (¡Vaya vecinos! en España) es una serie de televisión estadounidense de comedia y ciencia ficción, que se transmitió por la cadena ABC los miércoles a las 8:30/7:30 c después de The Middle en la temporada televisiva 2012-2013. La serie, creada por Dan Fogelman, quien también se desempeñó como coproductor junto a Chris Koch, Jeff Morton, y Aaron Kaplan, fue producida por ABC Studios y Kapital Entertainment. El 29 de octubre de 2012, The Neighbors consiguió una orden de temporada completa.
El 9 de mayo de 2014, ABC canceló The Neighbors después de dos temporadas.

## Trama
La serie, ambientada en Nueva Jersey, gira en torno a una familia que se ha mudado a una ciudad, la comunidad cerrada llamada "Hidden Hills". Al llegar, descubren que toda la comunidad está poblada por habitantes de otro planeta. Estos extranjeros han adoptado como propios los nombres de las celebridades deportivas, reciben el alimento a través de sus ojos y la mente mediante la lectura de libros en lugar de comer, y llorar viscosidad verde de sus oídos. Dado que los alienígenas han asumido forma humana, también pueden volver a sus apariencias originales aplaudiendo sus manos sobre sus cabezas. Ellos han estado atrapados en la Tierra desde hace 10 años, y siguen esperando instrucciones para volver a casa.

## Reparto y personajes
| Actor/Actriz    | Personaje            |
| --------------- | -------------------- |
| Jami Gertz      | Debbie Weaver        |
| Lenny Venito    | Marty Weaver         |
| Simon Templeman | Larry Bird           |
| Toks Olagundoye | Jackie Joyner-Kersee |
| Max Charles     | Max Weaver           |
| Isabella Cramp  | Abby Weaver          |
| Clara Mamet     | Amber Weaver         |
| Ian Patrick     | Dick Butkus          |
| Tim Jo          | Reggie Jackson       |

## Episodios

### Temporada 1 (2012-13)
| N.º de serie | N.º de temporada | Título                                  | Dirigido por     | Escrito por                      | Fecha original de emisión | Espectadores estadounidenses (en millones) |  |
| ------------ | ---------------- | --------------------------------------- | ---------------- | -------------------------------- | ------------------------- | ------------------------------------------ |  |
| 1            | 1                | "Piloto"                                | Chris Koch       | Dan Fogelman                     | 26 de septiembre de 2012  | 9.22                                       |  |
| 2            | 2                | "Viaje al Centro de la Calle peatonal"  | Chris Koch       | Dan Fogelman                     | 3 de octubre de 2012      | 6.32                                       |  |
| 3            | 3                | "Las cosas se hacen reales"             | Luke Greenfield  | Isaac Aptaker & Elizabeth Berger | 10 de octubre de 2012     | 6.39                                       |  |
| 4            | 4                | "Etiqueta de Cuarto de baño"            | Chris Koch       | Dan Fogelman                     | 17 de octubre de 2012     | 6.53                                       |  |
| 5            | 5                | "Halloween-ween"                        | Chris Koch       | Dan Fogelman                     | 24 de octubre de 2012     | 6.93                                       |  |
| 6            | 6                | "Larry Bird y El Trono de Hierro"       | John Fortenberry | Kristin Newman                   | 31 de octubre de 2012     | 5.78                                       |  |
| 7            | 7                | "Vaya 50 sombras verdes"                | John Fortenberry | Kristin Newman                   | 7 de noviembre de 2012    | 6.87                                       |  |
| 8            | 8                | "Acción de Gracias para los Bird-Kerse" | Chris Koch       | Scott King                       | 14 de noviembre de 2012   | 6.82                                       |  |
| 9            | 9                | "Feliz navi-mierda"                     | Luke Greenfield  | Tracy Oliver                     | 5 de diciembre de 2012    | 6.42                                       |  |
| 10           | 10               | "Juan de los muertos"                   | Lev L. Spiro     | Kat Likkel & John Hoberg         | 12 de diciembre de 2012   | 5.40                                       |  |
| 11           | 11               | "El hombre de pan de jengibre"          | Chris Koch       | Kirker Butler                    | 9 e enero de 2013         | 6.65                                       |  |
| 12           | 12               | "Guerra fría"                           | Henry Chan       | Isaac Aptaker & Elizabeth Berger | 16 de enero de 2013       | 6.09                                       |  |
| 13           | 13               | "Los sueños de los Weaver"              | Bryan Gordon     | Kristin Newman                   | 23 de enero de 2013       | 6.42                                       |  |
| 14           | 14               | "Segunda vuelta"                        | Chris Koch       | Kat Likkel & John Hoberg         | 30 de enero de 2013       | 5.27                                       |  |
| 15           | 15               | "Invasores del Espacio"                 | Joe Pennella     | Jeremy Hall                      | 6 de febrero de 2013      | 6.04                                       |  |
| 16           | 16               | "Madres Discotequeras"                  | John Fortenberry | Scott King                       | 13 de febrero de 2013     | 5.89                                       |  |
| 17           | 17               | "Larry Bird quiere ganar un Oscar"      | Lev L. Spiro     | Isaac Aptaker & Elizabeth Berger | 20 de febrero de 2013     | 6.34                                       |  |
| 18           | 18               | "Acampada"                              | Chris Koch       | Kristin Newman                   | 27 de febrero de 2013     | 6.01                                       |  |
| 19           | 19               | "Creo que puedo conducir"               | Chris Koch       | Isaac Aptaker & Elizabeth Berger | 6 de marzo de 2013        | 5.74                                       |  |
| 20           | 20               | "Canta como Larry Bird"                 | John Fortenberry | Tracy Oliver                     | 13 de marzo de 2013       | 4.72                                       |  |
| 21           | 21               | "Mis bolsos, mi dinero, mis problemas"  | Jeffrey Walker   | Scott King                       | 20 de marzo de 2013       | 4.76                                       |  |
| 22           | 22               | "Es el principio"                       | Chris Koch       | Kirker Butler                    | 27 de marzo de 2013       | 5.52                                       |  |

### Temporada 2 (2013)
El 11 de mayo de 2013, ABC renovó "The Neighbors" para una segunda temporada, que comenzó en Estados Unidos el 20 de septiembre de 2013.
| N.º de serie | N.º de temporada | Título                                    | Dirigido por     | Escrito por                      | Fecha original de emisión | Espectadores estadounidenses (en millones) |  |
| ------------ | ---------------- | ----------------------------------------- | ---------------- | -------------------------------- | ------------------------- | ------------------------------------------ |  |
| 23           | 1                | "Family Conference"                       | Chris Koch       | Kristin Newman                   | 20 de septiembre de 2013  | 4.58                                       |  |
| 24           | 2                | "September Fools"                         | Chris Koch       | Kirker Butler                    | 27 de septiembre de 2013  | 4.06                                       |  |
| 25           | 3                | "The Neighbours"                          | John Fortenberry | Isaac Aptaker & Elizabeth Berger | 4 de octubre de 2013      | 4.14                                       |  |
| 26           | 4                | "The One With Interspecies F-R-I-E-N-D-S" | Lev Spiro        | Scott King                       | 11 de octubre de 2013     | 4.12                                       |  |
| 27           | 5                | "Challoweenukah"                          | Chris Koch       | Isaac Aptaker & Elizabeth Berger | 18 de octubre de 2013     | 4.27                                       |  |
| 28           | 6                | "Any Friggin' Sunday"                     | Joe Penella      | Jeremy Hall                      | 1 de noviembre de 2013    | 4.50                                       |  |
| 29           | 7                | "We Jumped the Shark (Tank)"              | Jeffrey Walker   | Scott King                       | 8 de noviembre de 2013    | 5.50                                       |  |
| 30           | 8                | "Good Debbie Hunting"                     | Josh Greenbaum   | Kristi Korzec                    | 15 de noviembre de 2013   | 3.50                                       |  |
| 31           | 9                | "Thanksgiving is No Schmuck Bait"         | John Fortenberry | Isaac Aptaker & Elizabeth Berger | 22 de diciembre de 2013   | 2.5                                        |  |

## Producción

### Concepto
Dan Fogelman ideó el concepto de la serie, titulado previamente Down to Earth. Fue descrito como una sitcom acerca de "una familia de Nueva Jersey que se muda a una comunidad cerrada ocupada exclusivamente por extraterrestres". The American Broadcasting Company (ABC) adjudicó el episodio piloto de The Neighbors en octubre de 2011, con el compromiso de piloto. En mayo de 2012, la serie fue renombrada a The Neighbors, y la producción del programa fue luz verde.
Fogelman concebido The Neighbors después de visitar a su madre, que vivía en una ciudad, la comunidad cerrada, y dijo, "usted podría llegar por la ventana de baño de mi mamá y tocar la ventana de su cuarto de baño del vecino", pero nunca habló ni se conocían entre sí, y la idea era "quién es esta gente que está viviendo el medio?", y lo que si todos fueran extraterrestres? Afirmó que la familia es la mejor parte de la humanidad, y no dejaba de "explorar cosas". Fogelman quiere que The Neighbors sea una serie que "toda la familia pueda ver juntos". Él dijo: "Es alto concepto, pero yo lo quiero como motivo de una comedia familiar".
La premisa de la serie ha sido descrita como "ridícula", y ha sido considerada como una serie "alto concepto" por Entertainment Weekly.
En la gira de prensa semi-anual en Beverly Hills, el presidente de ABC Entertainment Paul Lee declaró que The Neighbors tiene "alto concepto por naturaleza", pero nos encantó. The Neighbors se dijo originalmente que se estrena a las 9:30 p. m. del miércoles, pero ABC decidió para lanzarla en el intervalo de tiempo de 8:30. En respuesta a esto, Lee afirmó que "8:30 adapta mejor la serie" como "no hay tanta presión [de realizar] después de Modern Family". El espacio 9:30 p. m. fue reemplazado con  Suburgatory. Lee quiere que este al aire durante mucho tiempo, y afirmó que Suburgatory mejor podría encajar en el espacio de las 9:30. Lee elogió a Fogelman, llamándolo un "escritor maravilloso", él piensa que va a dar un "pedazo inteligente de contar historias".

### Equipo de producción
La comedia de una sola cámara fue producida originalmente para ABC Studios y Warner Bros. Television, pero Warner Bros. Television fue reemplazada por la compañía Kaplan Entertainment. Dan Fogelman, Chris Koch, Morton Jeff, y Aaron Kaplan son los productores ejecutivos de la serie. Chris Koch firmó para dirigir el episodio piloto, que fue escrito por Fogelman.

### Casting
En diciembre de 2011, Jami Gertz, Simon Templeman, Toks Olagundoye, y Tim Jo obtuvieron papeles en la serie. Se anunció que Gertz interpretaría a Debbie Weaver, la matriarca de la familia humana; Templeman interpretaría a Larry Byrd, el líder de los alienígenas; Olagundoye fue elegida como Jackie Joyner Kersee, la matriarca de la principal familia extraterrestre; y Jo aparecería como Reggie Jackson, el hijo de la familia alienígena. Larry Bird, el principal extraterrestre, originalmente iba a ser llamado Wilt Chamberlain.
En enero de 2012, Clara Mamet, Ian Patrick y Isabella Cramp obtuvieron papeles en la serie, Mamet como la hija adolescente y Patrick y Cramp como sus hermanos menores. Más tarde ese mes, Lenny Venito obtuvo el papel principal como Marty Weaver, el padre de la familia humana.

## Recepción

### Respuesta de la crítica
The Neighbors recibió un trato negativo por adelantado para la serie. Escribir para el San Francisco Chronicle, David Wiegand pensaba que The Neighbors no se veía "prometedor", ya que tiene un programa de alto concepto. Weigand lo comparó con la comedia de ciencia ficción de NBC 3rd Rock from the Sun, alegando que el creador de la serie hizo tan diferente de 3rd Rock from the Sun, que es "raro". Afirmó que si The Neighbors obtiene índices de audiencia bajos, podría ser reemplazado por Family Tools, una comedia de ABC que saldrá al aire a mediados de temporada. Lo comparó con otras comedias que saldrá al aire en el mismo canal por escrito que estos son mejores que The Neighbors. Según Weigand, The Neighbors parece Outsourced, que se emitió durante una temporada en NBC.
Otras críticas fueron más positivas. Dave Walker de The Times-Picayune pensaba que The Neighbors era un "pez fuera del agua"; que calificó de una serie "potencialmente cómica". Rob Owen, un crítico de Pittsburgh Post Gazette, afirmó que tiene "interés en series de alto concepto"; él también, "se rió un poco con el episodio piloto". Su preocupación era "cuánto tiempo pueden mantenerse al día de las bromas. Al ver a los extraterrestres de manera inusual lavando los platos en el piloto es hilarante. Pero ese chiste sólo funciona la primera vez. Después de eso, es viciado".

## Transmisión
The Neighbors se estrenó a las 9:30 p. m. el 26 de septiembre de 2012 en ABC después de Modern Family, antes de trasladarse a su horario habitual, a las 8:30 p. m. después de The Middle, la semana siguiente. En Canadá, se transmitirá el sábado a las 10:00 p. m. en la red CTV en el otoño de 2012, después del bloque Crimetime Saturday.